# Cathédrale Saint-Joseph de Rutana
Cette  cathédrale n’est pas la seule cathédrale Saint-Joseph.
La cathédrale Saint-Joseph de Rutana est une cathédrale catholique de la province de Rutana, au Burundi.